# Rhynchaglaea hemixantha
Rhynchaglaea hemixantha är en fjärilsart som beskrevs av Shigero Sugi 1980. Rhynchaglaea hemixantha ingår i släktet Rhynchaglaea och familjen nattflyn. Inga underarter finns listade.

## Bildgalleri

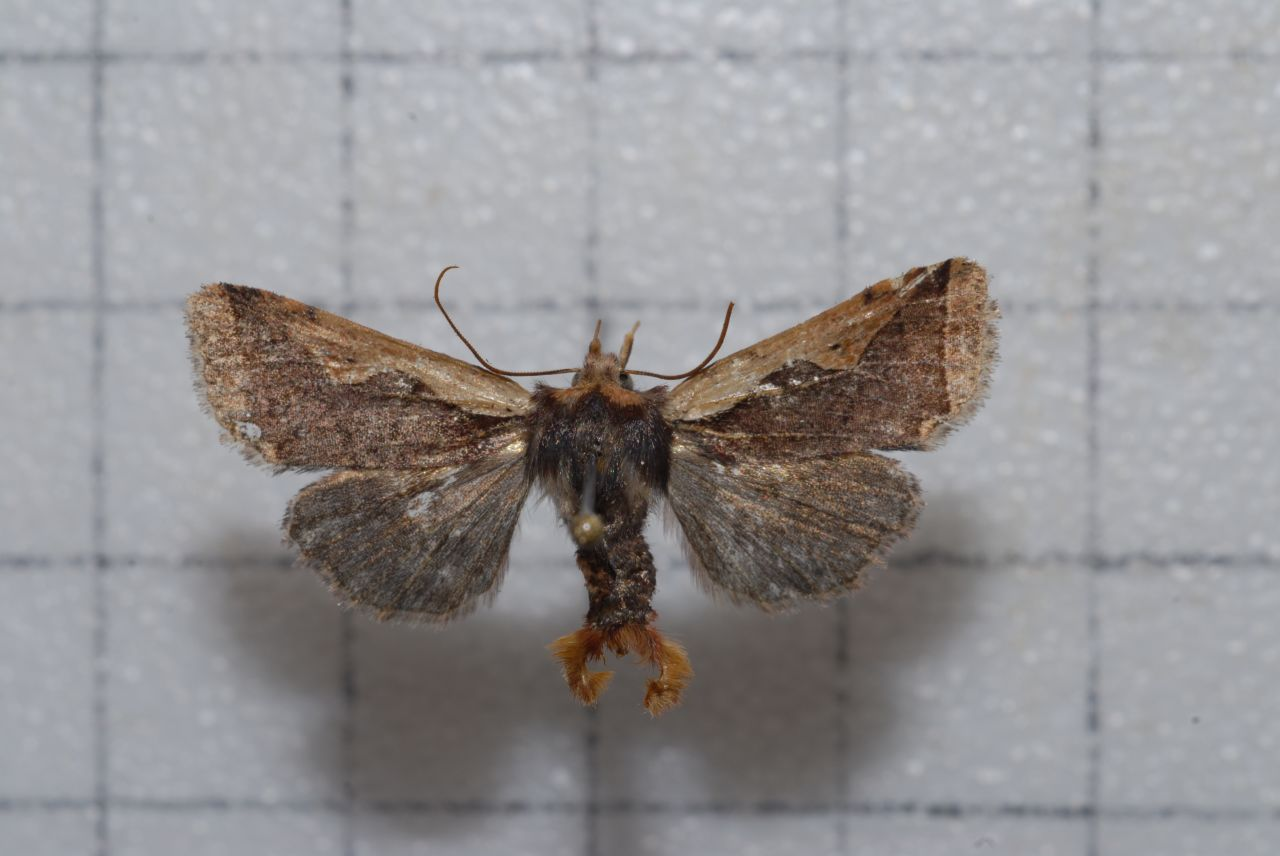
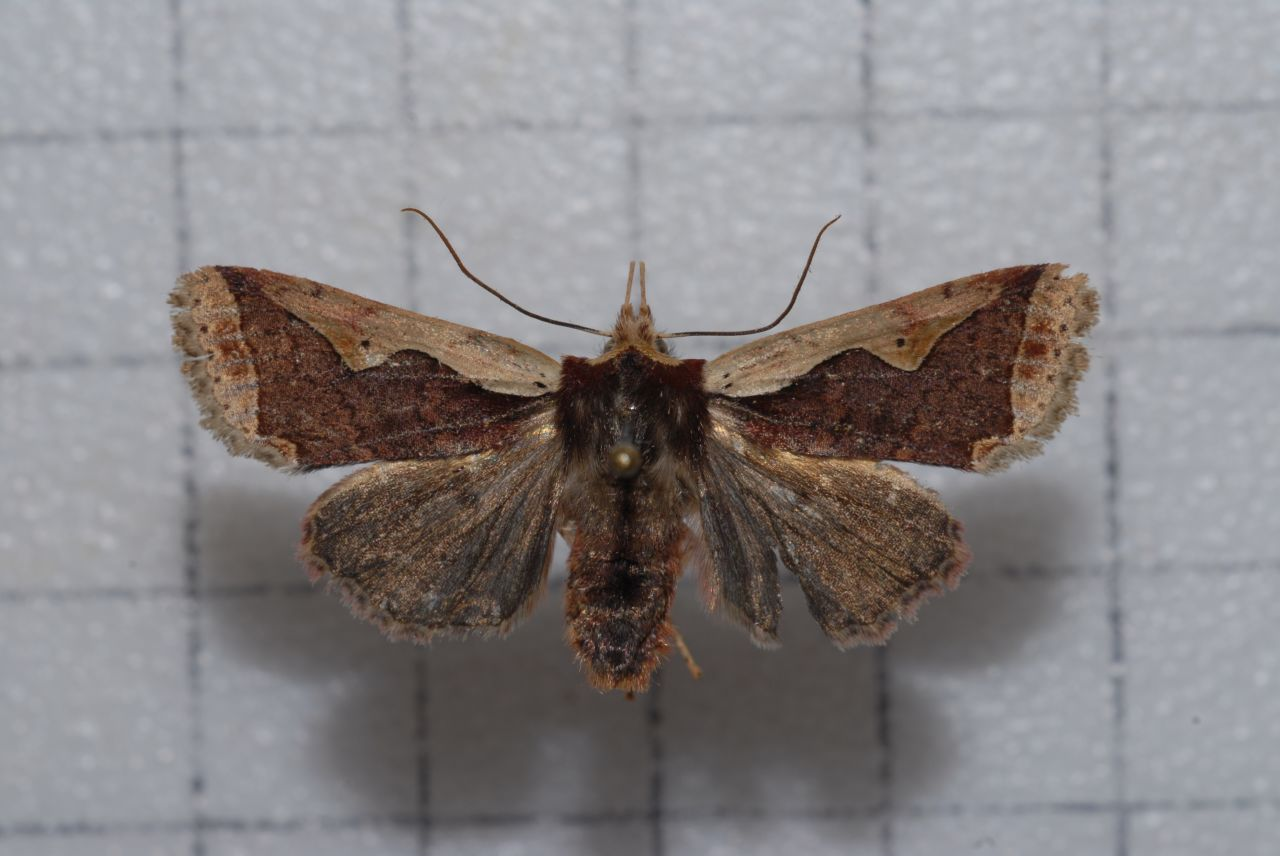